# Christopher Chizoba
Christopher Chizoba (* 17. Juni 1991 in Lagos) ist ein nigerianischer Fußballspieler.

## Karriere
Christopher Chizoba stand von 2010 bis 2011 beim Mohammedan Sporting Club in Indien unter Vertrag. Wo er vorher gespielt hat, ist unbekannt. Nach einem Jahr wechselte er zum Shillong Lajong FC nach Shillong. 2012 wurde er vom Kalighat Milan Sangha FC aus Kalkutta unter Vertrag genommen. Hier stand er bis Ende 2013 unter Vertrag. Der in der I-League spielende Mohun Bagan AC, der ebenfalls in Kalkutta beheimatet ist, nahm ihn die Saison 2014 unter Vertrag. Hier absolvierte er 13 Spiele und schoss dabei fünf Tore. 2015 wechselte er zum Lonestar Kashmir FC. 2016 verließ er Indien und ging nach Myanmar. Hier unterzeichnete er einen Vertrag bei Ayeyawady United. Mit dem Verein aus Pathein spielte er in der höchsten Liga des Landes, der Myanmar National League. Für Ayeyawady absolvierte er 23 Erstligaspiele und schoss dabei 16 Tore. Mit 16 Toren wurde er zusammen mit Win Naing Soe und Keith Nah Torschützenkönig. 2017 unterschrieb er einen Zweijahresvertrag beim Ligakonkurrenten Shan United. Mit dem Verein aus Taunggyi wurde er 2017 Meister und mit 15 Toren wieder Torschützenkönig. In der darauffolgenden Saison wurde er mit Shan Vizemeister. Nach Vertragsende ging er 2019 zurück nach Afrika. Hier schloss er sich in Äthiopien dem Welwalo Adigrat University FC an.

## Erfolge
Shan United
- Myanmar National League: 2017
- Myanmar National League: 2018 (Vizemeister)

## Auszeichnungen
Myanmar National League
- Torschützenkönig 2016 (16 Tore/Ayeyawady United)
- Torschützenkönig 2017 (15 Tore/Shan United)